# Bettrather Straße 57 (Mönchengladbach)

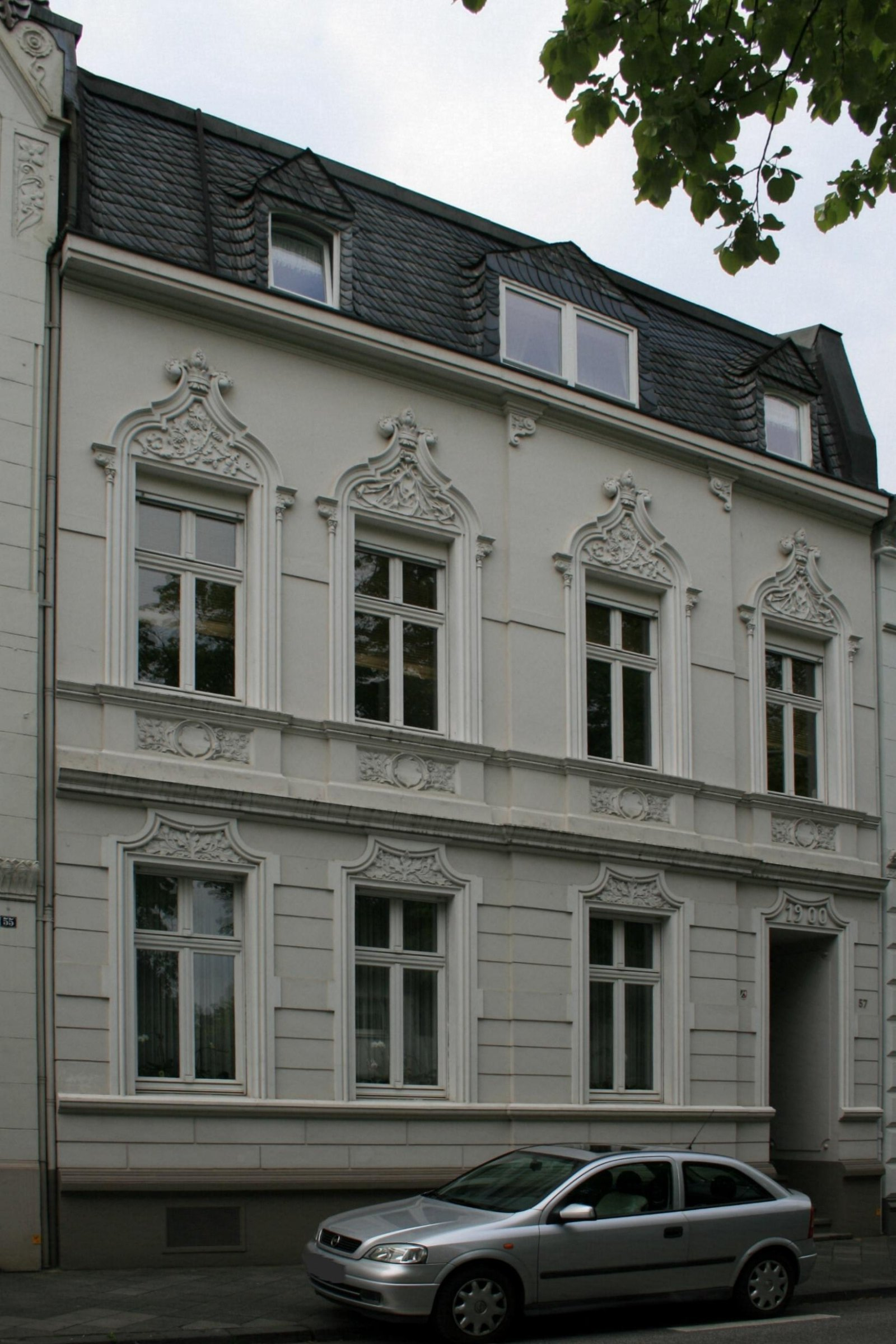
Wohnhaus (2010)

Das Wohnhaus Bettrather Straße 57 befindet sich in Mönchengladbach (Nordrhein-Westfalen).
Das Gebäude wurde 1900 erbaut. Es ist unter Nr. B 148 am 18. April 1995 in die Denkmalliste der Stadt Mönchengladbach eingetragen worden.

## Architektur
In unmittelbarer Nähe des Bunten Gartens steht das zweigeschossige Vierachsenhaus mit ausgebautem Dachgeschoss. Leichte Asymmetrie der Fassadenausführung durch risalitartiges Herausstellen der zweiten rechten Achse. Horizontal gegliedert mittels Sockel-, Sohlbank-, Geschoss- und Dachgesims. Erdgeschoss in Quaderimitation, Obergeschoss glatt geputzt. Fensterdisposition in leicht rhythmisierter Reihung bei gleichförmig hochrechteckigen Fensterformaten.
Alle Fenster durch Stuckeinfassungen akzentuiert. Die des Erdgeschosses – wie auch die rechts angeordnete Eingangsnische – ohrengerahmt mit bekrönendem Vorhangbogen; aufwändiger mit ornamental ausgeschmückter Kielbogenrahmung und Brüstungsdekor sind die Fenster des Obergeschosses gefasst. Die Fläche des schiefergedeckten Sattel-/Mansarddaches durchbrechen drei übergiebelte Gauben. Datierungsinschrift über dem Eingang: 1900.